# Gare de Kō (Aichi)
La gare de Kō (国府駅, Kō-eki) est une gare ferroviaire de la ville de Toyokawa, dans la préfecture d'Aichi au Japon. Elle est exploitée par la compagnie Meitetsu.

## Situation ferroviaire
Kō est située au point kilométrique (PK) 9,6 de la ligne principale Nagoya. Elle marque le début de la ligne Toyokawa.

## Historique
La gare est inaugurée le 1er avril 1926.

## Service des voyageurs

### Accueil
La gare dispose d'un bâtiment voyageurs, avec guichets, ouvert tous les jours.

### Desserte
- Ligne principale Nagoya :
  - voies 1, 2 et 5 : direction Shin-Anjō, Nagoya et Gifu
  - voies 3 et 4 : direction Toyohashi
- Ligne Toyokawa :
  - voies 4 à 6 : direction Toyokawa-inari